# 돌격일번
돌격일번 (突撃一番)은 일본 제국 육군에서 사용된 콘돔의 명칭으로, 일본 제국 해군에서는 철모, 고무 투구, 삭이라고 불렸다. 해당 콘돔은 오카모토에서 제작된 것으로, 일본군 위안부의 증거물 중 하나로 잘 알려져 있다.

## 개요
일본군은 병사의 건강 관리에 신경을 썼는데, 특히 성병과 각기, 결핵에는 특별한 관리가 이루어지고 있었다. 성욕이 왕성한 젊은 병사에게, 한문으로「돌격일번(突撃一番)」이라고 별표와 함께 인쇄되어 있던 종이 봉투에 들어있는 콘돔을 위생병이 반드시 나눠주고, 윤락녀와의 성교시에는 반드시 성병을 예방하는 요도에 주입하는 연고 형태의 소독약인「성비고(星秘膏)」를 병용하기로 했다. 성병에 감염되면 성행위보다 사용하지 않은 것이 비난받을 정도였다.
일본의 평론가이자 작가인 야마모토 시치헤이는 취한 위생 하사관이 「돌격일번과 군인칙유는 반드시 여자로 끝나는 거야.」라고 말했다는 에피소드를 남겼다. (칙유의 마지막 부분의 「어명」을 육군에서는 「여자」라고 읽은 것에서 유래한다). 또한, 육군 보도반원으로서 자와 섬으로 향하고 있던 토미자와 유이오는 타고 있던 수송선 사쿠라마루가 침몰해 바다에 내던져졌을 때, 아쿠타가와상 수상 기념으로 받은 시계를 돌격일번 콘돔 안에 넣어 묶고 젖지 않도록 보호했다고 전해진다.
또한 해군에서는 병사의 상륙 전 현문(선박의 뱃전 옆에 만들어 놓은 출입구)에서 원하는 만큼의 돌격일번 콘돔을 무료로 나눠주었다.

## 참고 문헌
- 테라다 치카오 (寺田近雄) -『완본 일본 군대 용어집』2011년 ISBN 978-4-05-404790-7
- 요시미 요시아키 (吉見義明) -『「위안부」・강제・성노예』2014년 ISBN 978-4-275-01092-6

## 같이 보기
- 위안부
- 오카모토 (기업)